# The Tsunami and the Cherry Blossom
The Tsunami and the Cherry Blossom é um documentário canadense de 2011, dirigido por Lucy Walker e dirigido por Kira Carstensen. 
Foi nomeado ao Oscar 2012 na categoria de Melhor documentário em curta-metragem.